# Sigma (gruppo musicale)
I Sigma sono un gruppo musicale inglese di genere drum and bass, formatosi nel 2006.

## Storia del gruppo
Formatisi a Leeds nel 2006, nel dicembre 2008 hanno deciso di costituire un'etichetta discografica chiamata Life Recordings. Hanno prodotto musica anche per altre label e nel giugno 2009 hanno realizzato il brano Paint It Black per la compilation Sick Music. Nel 2010 hanno pubblicato l'EP Stand Tall E.P.
Nel dicembre 2010, con DJ Fresh, realizzato il brano Lassitude featuring Koko, presente nell'album Kryptonite.
Nell'estate 2013 firmano per la 3 Beat Records. Hanno remixato brani di Ellie Goulding, Eric Prydz, Groove Armada e altri. Nel periodo successivo pubblicano tra l'altro i singoli Nobody to Love, un rifacimento di Bound 2 di Kanye West, e Changing, che vede la collaborazione di Paloma Faith. Con queste due canzoni hanno raggiunto il successo e le prime posizioni delle classifiche britanniche e non solo.
Nel gennaio 2015 pubblicano il singolo Higher con Labrinth. Seguono Glitterball, Redemption e Coming On.
Nel 2016 pubblicano i singoli Stay, Nightingale, Cry e Find Me.

## Formazione
Attuale
- Cameron Edwards
- Joe "Wooz" Lenzie

Ex membri
- Ben Mauerhoff

## Discografia

### Album
- 2015 - Life

### EP
- 2010 - Stand Tall (Part 1)
- 2010 - Stand Tall (Part 2)
- 2011 - Night & Day (Part 1)
- 2011 - Night & Day (Part 2)

### Singoli
- 2010 - Lassitude (con DJ Fresh featuring Koko)
- 2013 - Summer Calling (featuring Taylor Fowlis)
- 2013 - Rudeboy (featuring Doctor)
- 2014 - Nobody to Love
- 2014 - Changing (featuring Paloma Faith)
- 2015 - Higher (featuring Labrinth)
- 2015 - Glitterball (featuring Ella Henderson)
- 2015 - Redemption (con Diztortion featuring Jacob Banks)
- 2015 - Coming Home (con Rita Ora)
- 2016 - Stay
- 2016 - Nightingale
- 2016 - Cry (featuring Take That)
- 2016 - Find Me (featuring Birdy)
- 2017 - Forever (featuring Quavo e Sebastian Kole)
- 2018 - Anywhere